# Vanity (artista)
Vanity, pseudonimo di Denise Katrina Matthews (Niagara Falls, 4 gennaio 1959 – Fremont, 15 febbraio 2016), è stata una cantante, attrice e modella canadese.
Esordì come modella e, scoperta da Prince, divenne nota per aver militato nel trio al femminile Vanity 6 ed ebbe un modesto successo come cantante solista e attrice cinematografica. Debilitata da una vita piena di eccessi, abbandonò il mondo dello spettacolo sul finire degli anni novanta per intraprendere un'attività religiosa come predicatrice.

## Biografia

### Inizi
Nacque a Niagara Falls, in Canada. Suo padre James Levia Matthews era afroamericano, sua madre Helga Senyk era tedesca di origini ebreo-polacche. La sua infanzia fu tormentata: il padre spesso abusava di lei e delle sorelle, sua madre aveva problemi di alcolismo. Vanity era anche vittima di bullismo a scuola per il suo carattere timido e la sua etnia mista. Il padre morì nel 1974, quando la ragazza aveva 15 anni. Successivamente, si trasferì a Toronto dove intraprese l'attività di modella.

### Carriera
Nel 1977 vinse il concorso "Miss Niagara Hospitality" e partecipò al titolo di "Miss Canada" l'anno seguente. In seguito si spostò a New York ma, a causa della statura considerata bassa per gli standard, la sua attività di modella si limitò in pubblicità e servizi fotografici. Apparve sulle copertine di due dischi dei Cameo: Alligator Woman (1982) e She's Strange (1984), e nel maggio 1985 e nell'aprile 1988, posò per la rivista Playboy.
Agli inizi degli anni ottanta, mentre frequentava Rick James, conobbe Prince all'American Music Award, un incontro che darà una svolta alla sua carriera. Prince la inserì nel progetto "The Hookers" con Susan Moonsie (sua fidanzata all'epoca) e Brenda Bennett. Fu proprio Prince a darle il nome d'arte di Vanity, dopo aver scartato "Vagina" che lei rifiutò. A Vanity fu offerto il ruolo di cantante principale del trio ridenominato Vanity 6. Il gruppo, noto per le sue tematiche esplicitamente sessuali, realizzò un solo disco omonimo nel 1982, dal quale fu estratto il singolo Nasty Girl, che ottenne successo negli Stati Uniti ma anche in Belgio e Paesi Bassi. Con la band partecipò al tour dell'album 1999 di Prince e ad una tournée dei The Time (oggi noti come The Original 7ven). Poco prima delle riprese del film Purple Rain (al quale Vanity avrebbe dovuto partecipare), lasciò le Vanity 6 in circostanze non chiare, si pensa per questioni economiche o per la fine della relazione sentimentale con Prince che, nel frattempo, aveva instaurato.
Il progetto continuò con l'ingresso di Apollonia Kotero (che affiancò Prince in Purple Rain) e rinominato Apollonia 6 ma la band si sciolse definitivamente nel 1985, realizzando un solo album d'inediti. In seguito, Vanity incise due dischi solistici: Wild Animal (1984) e Skin on Skin (1986), usciti per la Motown Records. Il primo contiene il brano Strap On 'Robbie Baby, che fu oggetto di critiche da parte del PMRC per i suoi contenuti espliciti, al punto che nel 1985 fu inserito nella lista dei "Filthy Fifteen", in cui erano elencati i quindici brani più oltraggiosi del periodo secondo l'associazione di Tipper Gore. Dal secondo disco fu estratto il singolo da solista di maggior notorietà, Under the influence.
Come attrice recitò in film di buon successo come L'ultimo drago di Michael Schultz e Action Jackson di Craig R. Baxley, nel quale partecipò anche alla colonna sonora cantando i brani Undress e Faraway Eyes. Sul finire degli anni ottanta, le apparizioni di Vanity iniziarono a diventare più sporadiche, trattandosi essenzialmente di piccole parti in alcune serie televisive come Miami Vice, Highlander, Booker e Venerdì 13.

### Ultimi periodi
A causa di un'overdose di crack, nel 1992 fu ricoverata presso il Cedars-Sinai Medical Center di Los Angeles in condizioni molto gravi. Dopo esser stata dimessa, iniziò a intraprendere un cammino spirituale, divenendo cristiana rinata. L'artista sostenne di aver ricevuto una visita di Gesù che le avrebbe promesso di salvarla dalla morte se avesse abbandonato il personaggio di Vanity. Logorata da anni di abusi, dovette sottoporsi a dialisi peritoneale cinque volte al giorno per 20 minuti e nel 1997 subì un trapianto renale. Sul finire degli anni novanta Vanity (che da quel momento ripristinò il suo vero nome Denise Matthews) lasciò definitivamente il mondo dello spettacolo e divenne predicatrice, tenendo conferenze nelle chiese degli Stati Uniti ma anche nel resto del mondo.
Nel 2010 pubblicò un libro autobiografico intitolato Blame It On Vanity.
Morì per insufficienza renale il 15 febbraio 2016 a Fremont, in California, all'età di 57 anni. Soffriva di peritonite sclerosante incapsulante, una rara complicanza causata dalla dialisi a cui era costretta dopo aver rischiato la vita. Le sue spoglie sono state cremate e le ceneri disperse al largo delle isole Hawaii.

## Vita privata
Vanity ebbe relazioni con personaggi come Prince, Adam Ant e Billy Idol. Nota fu anche la sua relazione con Nikki Sixx, bassista dei Mötley Crüe. Nei suoi diari, inclusi nel libro The heroin diaries, Sixx descrisse la sua vita con Vanity, una relazione bizzarra e turbolenta contrassegnata da un massiccio uso di droghe. Nel 1995 Vanity si sposò con Anthony Smith, giocatore degli Oakland Raiders, ma l'anno dopo divorziò.

## Discografia

### Vanity 6
- Vanity 6 (1982)

### Solista
- Wild Animal  (1984)
- Skin on Skin (1986)

### 45 giri
- Mechanical Emotion (1984, in collaborazione con Morris Day)
- Pretty Mess (1984)
- Animals (1986)
- Under The Influence (1986)
- Undress (1988)

## Filmografia

### Cinema
- Jack London Story (Klondike Fever), regia di Peter Carter (1980)
- Terror Train, regia di Roger Spottiswoode (1980)
- Tanya's Island, regia di Alfred Sole (1980)
- L'ultimo drago (The Last Dragon), regia di Michael Schultz (1985)
- Mai troppo giovane per morire (Never Too Young to Die), regia di Gil Bettman (1986)
- 52 gioca o muori (52 Pick-Up), regia di John Frankenheimer (1986)
- Illusione mortale (Deadly Illusion), regia di Larry Cohen (1987)
- Action Jackson, regia di Craig R. Baxley (1988)
- Una chiamata nella notte (South Beach), regia di Fred Williamson e Alain Zaloum (1992)
- Anno 2053 - La grande fuga (Neon City), regia di Monte Markham (1992)
- Gli occhi della vendetta (Da Vinci's War), regia di Raymond Martino (1993)
- Kiss of Death, regia di Andrei Feher (1997)

### Televisione
- Highlander (Highlander: The Series) – serie TV, episodio 1x10 (1992)